# Igreja de São Silvestre (Gradil)

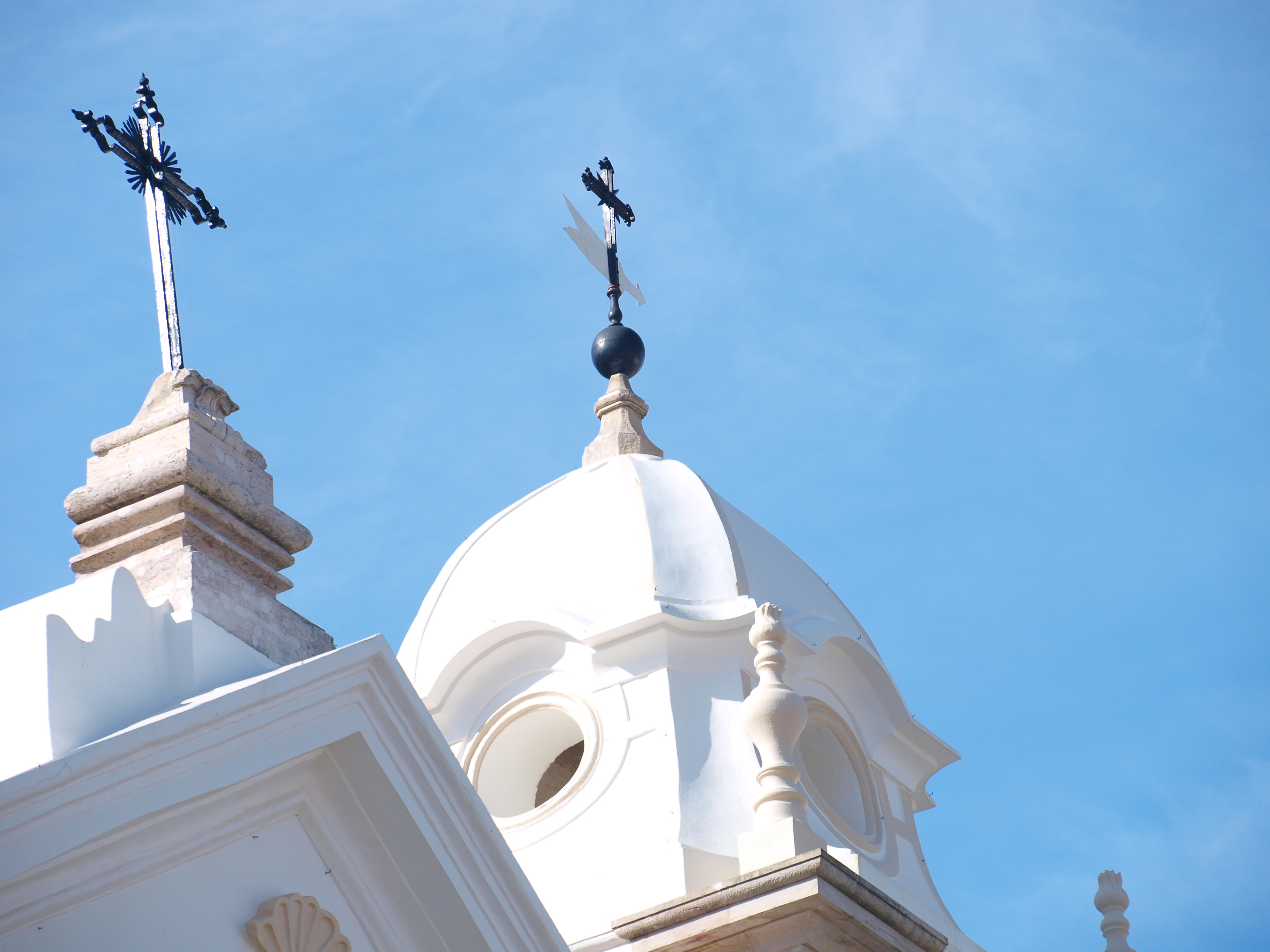
Igreja de São Silvestre.

Igreja de São Silvestre é uma igreja situada no Gradil, no Município de Mafra, em Portugal.
Consagrada a São Silvestre, é uma Igreja de nave única. As suas paredes são decoradas com azulejos setecentistas do tipo tapete e têm adossados dois púlpitos de pedra rosada. A pia baptismal é do século XVI, bem como a pia de água benta. Tem uma imagem do Menino Jesus, num dos altares, em redor da qual existe uma curiosa lenda sobre a sua destruição durante o terramoto de 1755 e a posterior reconstrução.